# Tribiano
Tribiano (Tribian in dialetto locale) è un comune italiano di 3 902 abitanti della città metropolitana di Milano in Lombardia.

## Geografia fisica

### Territorio
Il territorio è disposto in modo da costeggiare le principali vie di traffico del sud-est milanese, e si estende su una superficie di 4,150 km di lunghezza e quasi 3 km di larghezza.
Paese storico ad economia principalmente agricola, ha visto intorno agli anni '60, l'installazione sul territorio di circa 70 fabbriche/ industrie, che assicurano il lavoro a migliaia di operai provenienti dai comuni limitrofi.
Il paesaggio è tipico della Pianura Padana, con i campi circondato da rogge, fossati e canali, atti all'irrigazione, lunghi viali resi eterei dai filari di pioppi, platani e salici che ne costeggiano i margini.
Percorre Tribiano il canale Addetta, una diramazione del canale Muzza, che divide il paese da Nord-Est a Sud-Ovest.

## Storia
La fondazione di Tribiano risale all'epoca romana. All'epoca era un piccolo borgo agricolo chiamato Trebianus, che era attraversato da un'importante strada romana, la via Regina, che collegava il porto fluviale di Cremona (la moderna Cremona) con Mediolanum (Milano). In seguito fu parte del territorio lodigiano e della sua diocesi. In età napoleonica (1809) Tribiano divenne frazione di Paullo.
Recuperò l'autonomia con la costituzione del Regno Lombardo-Veneto (1815), e venne inserita nel distretto di Zelo Buon Persico della provincia di Lodi e Crema..
Dopo la seconda guerra d'indipendenza, in seguito all'emanazione del Decreto Rattazzi (1859), il comune fu assegnato alla provincia di Milano (circondario di Lodi). Nonostante i legami storici con il lodigiano, alla costituzione della provincia di Lodi (1992) il comune di Tribiano decise di non farne parte, restando così in provincia di Milano.

### Simboli
Lo stemma e il gonfalone sono stati concessi con DPR del 7 giugno 1962.
Stemma
Le spighe sottolineano la particolare fertilità del suolo. Le tre stelle provengono dal blasone della famiglia Melzi d'Eryl di Milano (d'argento, alla corona d'alloro, fiorita d'azzurro, legata di rosso; col capo dello stesso, seminato di stelle d'oro), che fu la prima feudataria di Tribiano dal 1674.
Gonfalone
Il gonfalone è un drappo partito di giallo e di azzurro caricato dello stemma comunale e riccamente decorato con ricami d'argento.

## Società

### Evoluzione demografica
Abitanti censiti

Tribiano subì un forte incremento demografico dall'inizio degli anni duemila ad oggi non solo per le nascite, anzi, l'incremento è tutt'oggi dovuto al trasferimento di numerose famiglie nel paese.

### Etnie e minoranze straniere
Al 31 dicembre 2008 gli stranieri residenti nel comune di Tribiano in totale sono 146. Tra le nazionalità più rappresentate troviamo:
| Paese   | Popolazione (2008) |
| ------- | ------------------ |
| Romania | 44                 |
| Egitto  | 20                 |
| Marocco | 14                 |
| Tunisia | 12                 |

## Geografia antropica

### Frazioni

#### Lanzano
Famosa per la sua chiesetta dedicata ai Santi Gervasio e Protasio. Feudo passato di possesso da varie mani ma con il veto di preservare e curare terreni e chiesina.

#### Zoate
Anch'essa fu feudo, ma divenne contea solo nell'anno 1668. Nella frazione è presente un campo da golf e la nota azienda Vortice.

#### San Barbaziano
Nel suo piccolo fu Feudo dei conti Melzi e degli Alari, gli stessi che ebbero il feudo di Tribiano fino all'estinzione.

## Amministrazione
Segue un elenco delle amministrazioni locali.
| Periodo | Periodo   | Primo cittadino     | Partito                                             | Carica                       | Note   |
| ------- | --------- | ------------------- | --------------------------------------------------- | ---------------------------- | ------ |
| 1945    |           | Ernesto Locatelli   |                                                     | Sindaco                      |        |
| 1946    | 1949      | Pietro Guglielmetti |                                                     | Sindaco                      |        |
| 1949    | 1951      | Giuseppe Levati     |                                                     | Sindaco                      |        |
| 1951    | 1956      | Giulio Vaiani       |                                                     | Sindaco                      |        |
| 1956    | 1975      | Antonio Sesone      |                                                     | Sindaco                      |        |
| 1975    | 1990      | Gaudioso Forbiti    |                                                     | Sindaco                      | [ 13 ] |
| 1990    | 2004      | Carlo Degradi       |                                                     | Sindaco                      | [ 13 ] |
| 2004    | 2009      | Renato Mazzetti     |                                                     | Sindaco                      | [ 13 ] |
| 2009    | 2018      | Franco Lucente      | Lista civica di centrodestra “Insieme per Tribiano” | Sindaco                      | [ 13 ] |
| 2018    | 2019      | Pamela Delle Cave   |                                                     | Vicesindaco facente funzioni | [ 13 ] |
| 2019    | 2024      | Roberto Gabriele    | Lista civica di centrodestra “Insieme per Tribiano” | Sindaco                      | [ 13 ] |
| 2024    | in carica | Roberto Gabriele    | Lista civica di centrodestra “Insieme per Tribiano” | Sindaco                      | [ 13 ] |

## Sport

### Calcio
La principale squadra di calcio della città è l'U.S.D. Tribiano che milita nel girone B lombardo di Eccellenza. È nata nel 1981.

### Altri sport
Sono state istituite numerose associazioni che gestiscono i principali sport praticati a Tribiano come il basket, javara jitsu eccetera.